# SN 2009gu
SN 2009gu – supernowa typu Ia odkryta 27 czerwca 2009 roku w galaktyce E068-G12. W momencie odkrycia miała maksymalną jasność 16,30m.